# Chahmar Movsumov
Chahmar  Movsumov (en azerbaïdjanais: Şahmar Arif oğlu Mövsümov, né le 31 janvier 1972) est l'assistant du président de la République d'Azerbaïdjan, chef du département des questions économiques et des politiques de développement innovantes de l'administration présidentielle d'Azerbaïdjan.

## Biographie
Chahmar Movsumov est né le 31 janvier 1972 à Nakhitchevan. De 1990 à 1995, il a étudié à la Faculté des relations économiques internationales de l'Institut d'État des relations internationales de Moscou.

## Carrière
De 1995 à 2005, Chahmar Movsumov a travaillé à la Banque centrale d'Azerbaïdjan en tant qu'économiste en chef, chef de groupe, chef de département, directeur adjoint du département, directeur du département, conseiller en chef du président du conseil.
En 2005–2006, il a travaillé comme directeur exécutif de la Banque centrale d'Azerbaïdjan. Du 15 mai 2006 au 29 novembre 2019, il a été directeur exécutif du Fonds pétrolier national d'Azerbaïdjan. Il a été président de la Commission gouvernementale de l'Initiative pour la transparence des industries extractives en 2006-2017 et de 2006 à 2016, il a été membre du Conseil international de l'Initiative pour la transparence des industries extractives. 
Depuis le 29 novembre 2019, Chahmar Movsumov est l'assistant du président de la République d'Azerbaïdjan, chef du Département des questions économiques et des politiques de développement innovantes de l'administration présidentielle d'Azerbaïdjan. Il est membre du Conseil économique de la République d'Azerbaïdjan depuis le 9 septembre 2020.

## Prix
- Médaille de Taraggui